# 骨芽細胞
骨芽細胞（こつがさいぼう、osteoblast）は、骨組織において骨形成を行う細胞である。
細胞質は好塩基性を示し、アルカリホスファターゼ活性を有している。加えて、骨芽細胞によって形成される骨基質蛋白であるオステオカルシン存在が成熟した骨芽細胞の指標の一つともされている。骨基質形成を活発に行なっている細胞は形成期の骨芽細胞と呼ばれ、卵円形または紡錘形を呈して骨表面に並んで存在する。核小体は著明。骨芽細胞は初めに類骨（オステオイド）と呼ばれる非石灰化骨基質を形成し、その後、類骨にカルシウムを沈着させることによって石灰化骨基質を形成する。
骨芽細胞はアンドロゲンとエストロゲンのレセプターを持っており、アンドロゲンは骨芽細胞の活動性を低下させ、エストロゲンは骨芽細胞を刺激する。閉経後の女性に骨粗鬆症が多くなるのは、このエストロゲンの分泌が減少するためである。
I型コラーゲンやオステオカルシン・オステオポンチン・骨シアロタンパク質などを産生する。